# Clubiona samoensis
Clubiona samoensis là một loài nhện trong họ Clubionidae.
Loài này thuộc chi Clubiona. Clubiona samoensis được Lucien Berland miêu tả năm 1929.